# جورج پولمن
جورج پولمن (انگلیسی: George Pullman; ۳ مارس ۱۸۳۱ – ۱۹ اکتبر ۱۸۹۷) یک مخترع اهل ایالات متحده آمریکا بود.
جورج مورتیمر پولمن (زاده ۳ مارس ۱۸۳۱ - درگذشته ۱۹ اکتبر ۱۸۹۷) مهندس و صنعتگر آمریکایی بود. او ماشین خواب پولمن را طراحی و تولید کرد و یک شهر شرکت به نام پولمن را برای کارگرانی که آن را تولید می‌کردند تأسیس کرد. این در نهایت منجر به اعتصاب پولمن به دلیل قیمت بالای اجاره مسکن شرکت و دستمزدهای پایین پرداخت شده توسط شرکت پولمن شد. شرکت پولمن او همچنین مردان آفریقایی-آمریکایی را برای کارمندان اتومبیل‌های پولمن، معروف به باربر پولمن، استخدام کرد که خدمات ویژه ای ارائه می‌کردند و فقط انعام دریافت می‌کردند.
او که در تلاش برای حفظ سودآوری در طول رکود تقاضای تولید در سال ۱۸۹۴ بود، دستمزدها را به نصف کاهش داد و کارگران را مجبور کرد ساعات طولانی را در کارخانه بگذرانند، اما قیمت اجاره‌ها و کالاها را در شهر شرکتش کاهش نداد. او حمایت ریاست جمهوری گروور کلیولند را برای استفاده از نیروهای نظامی فدرال به دست آورد که باعث کشته شدن ۳۰ اعتصاب کننده در سرکوب خشونت‌آمیز کارگران در آنجا برای پایان دادن به اعتصاب پولمن در سال ۱۸۹۴ شد. یک کمیسیون ملی برای بررسی اعتصاب منصوب شد که شامل ارزیابی عملیات بود. شهر شرکت در سال ۱۸۹۸، دادگاه عالی ایلینویز به شرکت پولمن دستور داد تا شهر را که به محله ای از شهر شیکاگو تبدیل شده بود، واگذار کند.